# Hinchley Wood
Hinchley Wood – wieś w Anglii, w hrabstwie Surrey, w dystrykcie Elmbridge. Leży 21 km na południowy zachód od centrum Londynu. Miejscowość liczy 3674 mieszkańców.